# Cantone di Coulanges-la-Vineuse
Il Cantone di Coulanges-la-Vineuse era una divisione amministrativa dell'arrondissement di Auxerre.
È stato soppresso a seguito della riforma complessiva dei cantoni del 2014, che è entrata in vigore con le elezioni dipartimentali del 2015.
Comprendeva i comuni di:
- Charentenay
- Coulangeron
- Coulanges-la-Vineuse
- Escamps
- Escolives-Sainte-Camille
- Gy-l'Évêque
- Irancy
- Jussy
- Migé
- Val-de-Mercy
- Vincelles
- Vincelottes